# Берег (Лужский район)
Берег — деревня в Заклинском сельском поселении Лужского района Ленинградской области.

## История
Впервые упоминается в писцовой книге Водской пятины 1500 года, как деревня Берег на Луге, в Дмитриевском Городенском погосте Новгородского уезда.
C 1730-х годов деревня входила в приход Покровской церкви села Вычелобок.
В 1770-х годах деревня принадлежала нескольким владельцам, в том числе и Елизавете Абрамовне Пушкиной, двоюродной бабушке А. С. Пушкина.
Деревня Берег обозначена на карте Санкт-Петербургской губернии Ф. Ф. Шуберта 1834 года.

АЛЕКСАНДРОВ БЕРЕГ — деревня принадлежит: капитанше Плотниковой, число жителей по ревизии: 8 м. п., 10 ж. п.

недорослю Ренни, число жителей по ревизии: 5 м. п., 4 ж. п.

полковнику Бакунину, число жителей по ревизии: 21 м. п., 20 ж. п.

наследникам господина Брозина, число жителей по ревизии: 8 м. п., 9 ж. п. (1838 год)

Деревня Берег отмечена на карте профессора С. С. Куторги 1852 года.

АЛЕКСАНДРОВ БЕРЕГ — деревня госпожи Энгельгардт, по просёлочной дороге, число дворов — 12, число душ — 55 м. п. (1856 год)

Согласно X-ой ревизии 1857 года деревня состояла из двух частей:

1-я часть: число жителей — 18 м. п., 13 ж. п.
  
2-я часть: число жителей — 20 м. п., 24 ж. п.

БЕРЕГ — деревня владельческая при реке Луге, число дворов — 12, число жителей: 38 м. п., 38 ж. п. (1862 год)

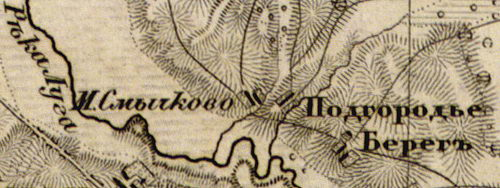
Деревня Берег на карте 1863 года

В 1868 году временнообязанные крестьяне деревни Александров Берег выкупили свои земельные наделы у А. Н. Бакуниной и стали собственниками земли.
Согласно подворной описи Раковенского общества Городенской волости 1882 года, деревня называлась Александров Берег и состояла из двух частей:
 
1) бывшее имение наследников Чайковского, домов — 20, душевых наделов — 27, семей — 17, число жителей — 49 м. п., 59 ж. п.; разряд крестьян — собственники.
  
2) бывшее имение Бакунина, домов — 10, душевых наделов — 20, семей — 8, число жителей — 21 м. п., 20 ж. п.; разряд крестьян — собственники.
В XIX веке деревня административно относилась к Городенской волости 2-го земского участка 1-го стана Лужского уезда Санкт-Петербургской губернии, в начале XX века — 2-го стана.
По данным «Памятной книжки Санкт-Петербургской губернии» за 1905 год деревня называлась Александров Берег и входила в Раковенское сельское общество.

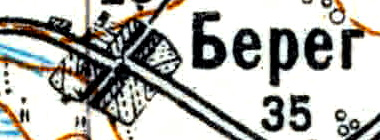
Деревня Берег на карте 1926 года

Согласно топографической карте 1926 года деревня насчитывала 35 дворов.
В 1928 году население деревни Берег составляло 131 человек.
По данным 1933 года деревня Берег входила в состав Раковенского сельсовета Лужского района.
C 1 августа 1941 года по 31 января 1944 года деревня находилась в оккупации.
В 1958 году население деревни составляло 43 человека.
По данным 1966 года деревня Берег также входила в состав Раковенского сельсовета.
По данным 1973 и 1990 годов деревня Берег входила в состав Лужского сельсовета.
По данным 1997 года в деревне Берег Заклинской волости проживали 14 человек, в 2002 году — 17 человек (русские — 88 %).
В 2007 году в деревне Берег Заклинского СП проживали 16 человек.

## География
Деревня расположена в юго-восточной части района на автодороге 41К-141 (Великий Новгород — Луга).
Расстояние до административного центра поселения — 8 км.
Расстояние до ближайшей железнодорожной станции Луга — 12 км.
Деревня находится на правом берегу реки Луга.

## Демография
| 1838 | 1862 | 1928 | 1958 | 1997 | 2007 | 2010 |
| ---- | ---- | ---- | ---- | ---- | ---- | ---- |
| 85   | ↘76  | ↗131 | ↘43  | ↘14  | ↗16  | ↗32  |
| 2017 |      |      |      |      |      |      |
| ↘23  |      |      |      |      |      |      |

## Улицы
Луговая.